# Can Pou (Tagamanent)
Can Pou, era un mas del vilatge de Les Casetes del Congost, avui però, en forma part del mas de La Casa Nova, a Santa Eugènia del Congost, municipi de Tagamanent (Catalunya)

## Descripció
Era una masia del segle xvii va ser enderrocada els anys 70 del segle xx, situada entre Cal Músic-Cal Músich i Can Pere Moliner, també es va anomenar temporalment Cal Tòtil car hi van viure un poc temps, gent provinent d'aquesta casa. "Cal Tòtil a prop de Valcàrquera, anomenada antigament Cal Petit (Tagamanent), quan hi vivia la Família Vila, abans d'emparentar-se amb els Torn del Serrat i marxar cap a Can Pere Torn del Serrat".

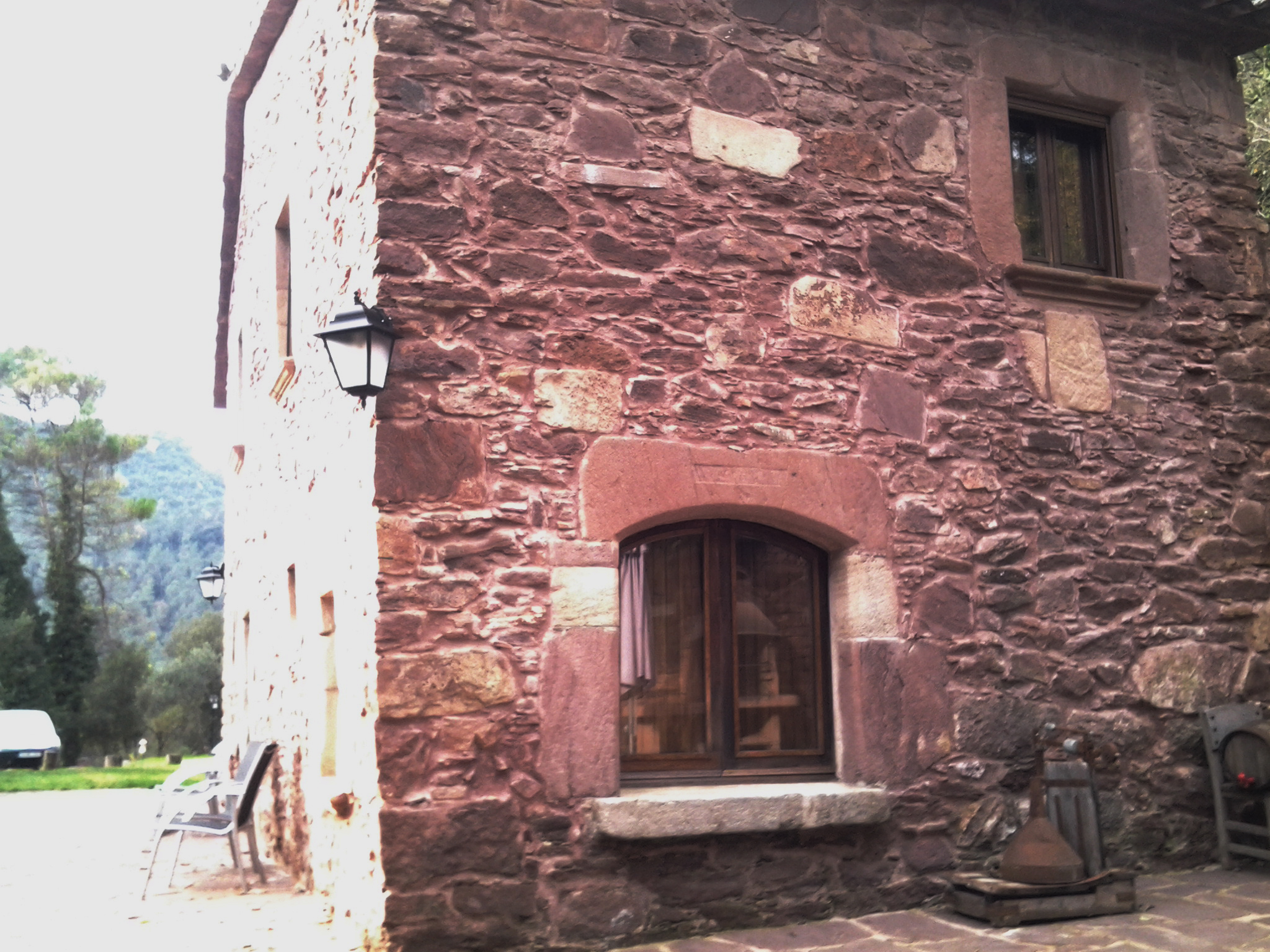
Antiga porta de Cal Pou a la finestra de Cal Músich

Actualment es pot observar el dintell i els montants de la porta d'entrada de Can Pou a la finestra de la façana de la planta baixa Est de Cal Músich, la resta de carreus van servir per fer els murs de davant de Cal Músic. Segons la gent gran de Tagamanent, era una masia molt gran.
És esmentada en una obra cabdal per conèixer la toponímia de Tagamanent.
Actualment l'espai que ocupava la casa, és part del jardí de Cal Músich.

## Llibre d'Enric Garcia-Pey, Tagamanent, noms de cases i de lloc, Ajuntament de Tagamanent, any 1998
Enganxada pel seu costat de ponent amb Cal Músich a les Casetes del Congost, va ser enderrocada als anys setanta.
"Joseph Pous. Una casa possehida per dit duenyo anomenada cal Pou an son hort de dos cortans terra tersera qualitat i una quartera tres cortans dos picotins camp quarta qualitat ab oliveras. Afronta a lleban ab cal Musich, a mitg dia ab lo Torren a ponen ab Pera Moliné, a Tremontana ab cal Geroni" (APE, ll. RT, núm.63)